# Hypopyra carneotincta
Hypopyra carneotincta är en fjärilsart som beskrevs av George Francis Hampson 1913. Hypopyra carneotincta ingår i släktet Hypopyra och familjen nattflyn. Inga underarter finns listade i Catalogue of Life.